# Арумунська Вікіпедія
Арумунська Вікіпедія (арумун. Wikipedia) — розділ Вікіпедії арумунською мовою. Створена у 2004 році. Арумунська Вікіпедія станом на 28 березня 2025 року містить 1389 статей, 14 998 зареєстрованих користувачів, 22 активних дописувачів, 1 адміністратора
. Загальна кількість сторінок в арумунській Вікіпедії — {4506, редагувань — 208 781, мультимедійні файли відсутні
. Глибина (рівень розвитку мовного розділу) арумунської Вікіпедії велика і становить 233.3 пунктів
.

## Історія
Арумунська Вікіпедія досягла 1 000 статей 20 листопада 2007 року, 50 000 статей — 4 липня 2010 року. В основному це були статті, які складалися з одного речення. На рубежі березня й квітня 2013 року більшість з них були видалені й кількість статей опустилась нижче тисячі.